# Sonderperiode in Kuba

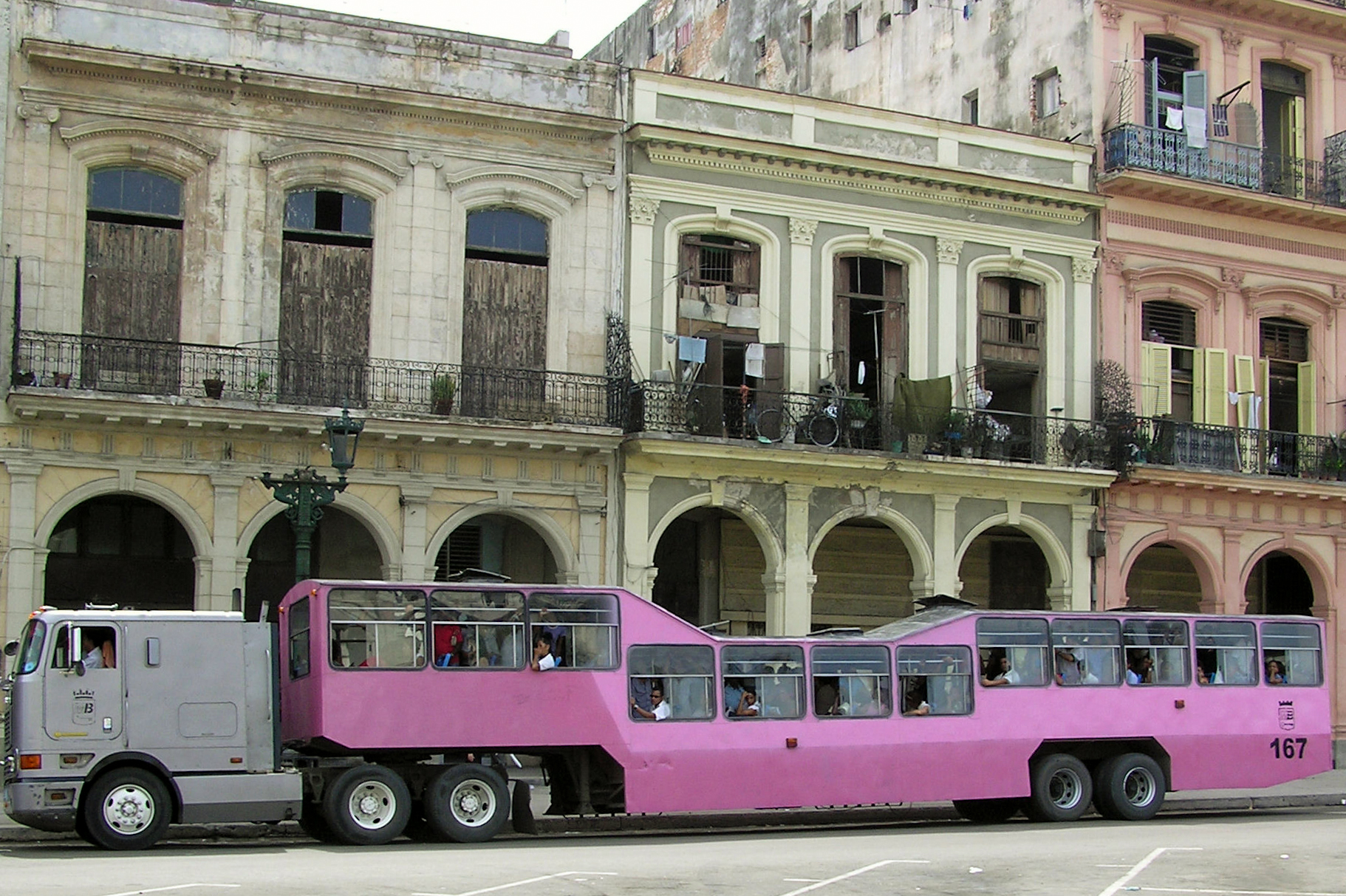
Zum Omnibus umfunktionierter Sattelschlepper (Camello) in Havanna (2006)

Als Sonderperiode in Friedenszeiten (spanisch Período especial en tiempo de paz) bezeichnet die kubanische Regierung als Euphemismus eine Wirtschaftskrise, die 1990 begonnen hatte. Ursache war der Zerfall der Sowjetunion und die Auflösung des RGW, die Kuba wirtschaftlich unterstützt hatten. Dazu kam eine Verschärfung der von den USA verhängten Wirtschaftsblockade durch das Torricelli-Gesetz (1992) und das Helms-Burton-Gesetz (1996).  Auf dem Ölmarkt konnte Kuba aufgrund fehlender Devisen zunächst nur 10 % des Ölverbrauchs der Vorperiode beschaffen. In Folge brach die maschinelle Landwirtschaft zusammen, es kam zu Nahrungsmittelknappheit und große Teile der Bevölkerung litten unter Hunger.
Die Maßnahmen der Politik waren:
1. Das Verbot des freien Handels auf Basis des US-Dollars wurde gelockert.
2. Umstellung der Zuckerproduktion auf profitablere Produkte.
3. Suche neuer Bezugsmöglichkeiten für Öl unterhalb des Marktpreises.
4. Erschließung neuer Devisenquellen, insbesondere Tourismus.

Eine leichte Erholung der Wirtschaft gab es zum Ende des Jahrzehnts, als die Regierung von Hugo Chávez ab dem Jahr 2000 Öl zu Vorzugskonditionen aus Venezuela zu liefern begann, dessen Wert sich 2009 auf ca. 2 Mrd. $ pro Jahr belief. Der Lebensstandard war jedoch 2009 noch unterhalb des Niveaus von 1990.

## Überblick

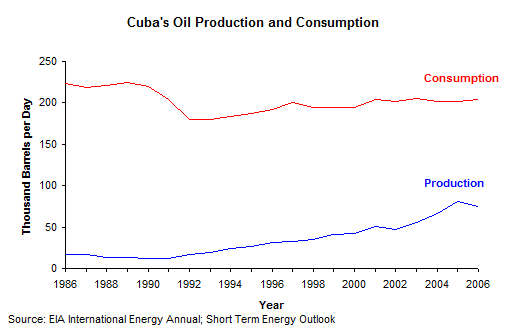
Ölproduktion und Ölverbrauch auf Kuba

Der Niedergang in der Sonderperiode war immens. Vertragsgemäße Lieferungen von Erdöl aus der Sowjetunion wurden nach dem Jahr 1991 eingestellt. Im darauffolgenden Jahr importierte Kuba nur noch rund 10 % des Öls von vor dem Zerfall der Sowjetunion. Der kubanische Staatspräsident Fidel Castro bereitete in einer Fernsehansprache die Kubaner auf die drohende Krise in der Energieversorgung vor. Dies geschah eine knappe Woche bevor die kubanische Regierung eine Erklärung von Russland erhielt, dass es nicht die Absicht habe, Kuba weiterhin mit dem von der Sowjetunion garantierten Kontingent an verbilligtem Öl zu beliefern. Der Ölengpass führte schnell zu einem starken Abfall der Produktivität, sowohl in der Landwirtschaft, welche beherrscht war von Traktoren und Erntemaschinen, wie z. B. Mähdreschern, die alle auf Öl angewiesen waren, sowie in der kubanischen Industrieproduktion.
Der erste Abschnitt der Sonderperiode war gekennzeichnet von einem allgemeinen Zusammenbruch der Industrie, des Verkehrs und der Landwirtschaft. Das inflationsbereinigte Realeinkommen eines Kubaners fiel zwischen 1989 und 1993 auf 10 % und begann danach nur langsam zu steigen. Im Jahr 2011 erreichte es lediglich 51 % des Wertes von 1989. Es fehlten Düngemittel und Pestizide, beide stark ölabhängig. Außerdem kam es zu einer weit verbreiteten Nahrungsmittelknappheit, während größere Ausmaße von Unterernährung oder Hungersnöten abgewendet werden konnten. Dennoch führte dies zu in Havanna zu den bis dahin schwersten sozialen Unruhen seit der Revolution. Entwicklungshelfer aus aller Welt kamen in das Land, um den Kubanern Hilfe zur Selbsthilfe zu geben, indem sie ihnen beispielsweise zeigten, wie man Felder und Beete bestellt. Ökologische Landwirtschaft ersetzte schnell die industrialisierte Form, wie sie bis dahin in Kuba üblich war. Siehe hierzu: Landwirtschaft in Kuba.
Die kubanische Regierung sah sich außerdem gezwungen, gewinnbringende Verträge im Bereich von Wirtschaft und Tourismus mit westeuropäischen und südamerikanischen Firmen zu schließen, damit mehr Devisen eingenommen werden konnten, um den Verlust sowjetischen Öls über internationale Märkte zu ersetzen. Zusätzlich sah sich das Land mit dem nahezu vollständigen Zusammenbruch der Lieferungen von Stahl und anderen Erzprodukten konfrontiert. Im ganzen Land wurden Industriebetriebe geschlossen, was die industrielle Basis des Landes zerstörte und viele Arbeitsplätze kostete. Es wurden alternative Transportmöglichkeiten im Nahverkehr geschaffen. Am bekanntesten dürften die so genannten Camellos (Kamele) sein, große Sattelauflieger, die zu Bussen umgerüstet wurden.
Fleisch und andere Produkte des täglichen Bedarfs, welche stark von der veralteten industriellen und ölabhängigen Produktion abhängig waren, verschwanden bald vom Markt und von den kubanischen Speisezetteln. Aus der Not heraus wurden ballaststoffreiche und vegetarische Ernährungsgewohnheiten angenommen. Zucker wurde nicht mehr so dringend als Devisenbringer benötigt, da das Öl-für-Zucker-Programm mit der Sowjetunion beendet war. Kuba diversifizierte die landwirtschaftliche Produktion durch Nutzung ehemaliger Zuckerrohrfelder für den Frucht- und Gemüseanbau.
Im August 1994 gipfelte die Krise in einem Volksaufstand, in dem der Unmut der Bevölkerung mit der schlechten Versorgungslage sich ihren Bann brach. Spezialeinheiten der Polizei sowie das persönliche Erscheinen von Fidel Castro selbst brachten die Unruhen wieder unter Kontrolle. Die Regierung hob den Küstenschutz auf, sodass zehntausende Kubaner in einer der größten Flüchtlingskrisen des Landes Kuba auf dem Seeweg in Richtung USA verlassen konnten.
Kubas Regierung reagierte mit der Legalisierung des US-Dollars und marktwirtschaftlichen Reformen, die sich ab circa 1994 bemerkbar zu machen begannen und zur wirtschaftlichen Erholung beitrugen. Ab 1997 und endgültig mit dem Amtsantritt von Hugo Chávez in Venezuela, der Kuba mit vergünstigten Öllieferungen unterstützte, begann man diese bescheidenen Reformen jedoch wieder im Keim zu ersticken.

## Filme
- The Power of Community: How Cuba Survived Peak Oil (Dokumentarfilm, USA, 2006)[14]